# 7 (album de David Guetta)
Pour les articles homonymes, voir Seven et Sept (homonymie).
Albums de David Guetta
Listen
(2014)
Singles
1. 2U
Sortie : 7 juin 2017
2. Like I Do
Sortie : 22 février 2018
3. Flames
Sortie : 23 mars 2018
4. Don't Leave Me Alone
Sortie : 27 juillet 2018
5. Goodbye
Sortie : 24 août 2018
6. Drive
Sortie : 24 août 2018
7. Say My Name
Sortie : 26 octobre 2018

7 est le septième album studio de David Guetta sorti le 14 septembre 2018. L'album comprend des titres comme Flames avec la chanteuse australienne Sia et Like I Do avec les DJ néerlandais Martin Garrix et Brooks (en). L'album est en deux parties, une sous le nom de David Guetta, une au style musical différent sous le nom de Jack Back.

## Singles

### Singles de l'édition principale
Le premier single de l'album, 2U, avec en featuring Justin Bieber, sort le 7 juin 2017. La chanson atteint le top 10 de plus de 15 pays différents.
Le deuxième single, Like I Do, en collaboration avec les DJs Martin Garrix et Brooks, sort le 22 février 2018.
Le troisième single, Flames, en duo avec Sia, sort le 22 mars 2018. Le titre atteint la 2e place des charts français.
Le quatrième single, Don't Leave Me Alone, avec en featuring Anne-Marie, sort le 27 juillet 2018.
Le 24 août 2018 sortent simultanément deux singles de l'album : Goodbye avec Jason Derulo featuring Nicki Minaj et Willy William, et Drive avec Black Coffee featuring Delilah Montagu.
Le septième single, Say My Name, en collaboration avec Bebe Rexha et J Balvin, sort le 26 octobre 2018.

### Singles de l'édition limitée
Le titre Dirty Sexy Money, avec Afrojack et en featuring Charli XCX et French Montana, sort le 3 novembre 2017.
Le titre So Far Away, avec Martin Garrix et en featuring les chanteurs Jamie Scott et Romy Dia, sort le 1er décembre 2017.
Le titre Mad Love, avec Sean Paul et en featuring Becky G, sort le 16 février 2018. Le titre est également présent sur l'EP Mad Love the Prequel de Sean Paul.
Le titre Your Love, avec Showtek, sort le 14 juin 2018.

## Liste des titres
| Disque un | Disque un                                                           | Disque un | Disque un                                                     | Disque un | Disque un | Disque un | Disque un | Disque un | Disque un |
| No        | Titre                                                               | Auteur | Producteur(s)                                                 | Durée     |           |           |           |           |           |
| --------- | ------------------------------------------------------------------- | --- | ------------------------------------------------------------- | --------- | --------- | --------- | --------- | --------- | --------- |
| 1.        | Don't Leave Me Alone (featuring Anne-Marie)                         | - David Guetta - Linus "Lotus IV" Wiklund - Noonie Bao - Sarah Aarons | - David Guetta - Lotus IV - Albert Harvey                     | 3:04      |           |           |           |           |           |
| 2.        | Battle (featuring Faouzia)                                          | - Guetta - Netsky - Danny Shah - Stargate - Red Triangle | - Guetta - Netsky - Stargate - Red Triangle                   | 2:44      |           |           |           |           |           |
| 3.        | Flames (featuring Sia)                                              | - Guetta - Tuinfort - Marcus van Wattum - Sia - Chris Braide | - Guetta - Tuinfort - van Wattum - Braide                     | 3:15      |           |           |           |           |           |
| 4.        | Blame It on Love (featuring Madison Beer)                           | - Guetta - Albert Harvey - Allison Kaplan - James Alan Ghaleb - Marc Sibley - Stargate - Nathan Cunningham | - Guetta - Albert Harvey - Stargate                           | 3:27      |           |           |           |           |           |
| 5.        | Say My Name (avec Bebe Rexha & J Balvin)                            | - Guetta - Tuinfort - Boaz de Jong - J Balvin - Emily Warren - Thomas Troelsen - Britt Burton - Alejandro Ramirez - Philip Leigh - Matt Holmes | - Guetta - Tuinfort - Boaz van de Beatz                       | 3:19      |           |           |           |           |           |
| 6.        | Goodbye (avec Jason Derulo featuring Nicki Minaj & Willy William)   | - Guetta - David Saint Fleur - Jason Derulo - Arthur "Art Beatz" Esa - Curtis Gray - DJ Paulito - Francesco Santori - Franck Peterson - Jean-Michael Sissoko - Jazelle "Jvzel" Rodriguez - Kinda Ingrosso - Lucio Quarantotto - Onika Maraj - Philip Greiss - VodKa - Willy Williams | - Guetta - Fleur - Greiss - VodKa - Art Beatz - Gray          | 3:15      |           |           |           |           |           |
| 7.        | I’m That Bitch (featuring Saweetie)                                 | - Guetta - Albert Harvey - Saweetie - Stargate | - Guetta - Albert Harvey - Stargate                           | 3:15      |           |           |           |           |           |
| 8.        | Like I Do (avec Martin Garrix & Brooks)                             | - Guetta - Martin Garrix - Tuinfort - Talay Riley - Brooks - Sean Douglas - Seeley - Robert "Throttle" Bergin | - Guetta - Martin Garrix - Tuinfort - Brooks                  | 3:22      |           |           |           |           |           |
| 9.        | 2U (featuring Justin Bieber)                                        | - Guetta - Tuinfort - Poo Bear - Cesqeaux - Bieber | - Guetta - Tuinfort - Cesqeaux - Poo Bear                     | 3:15      |           |           |           |           |           |
| 10.       | She Knows How to Love Me (featuring Jess Glynne & Stefflon Don)     | - Guetta - Tuinfort - Jason Evigan - Ralph Wegner - Priscilla Renea - Jonathan Reuven Rotem - Teal Douville - Stefflon Don - PnB Rock - Dorothy La Bostrie - Joseph Lubin - Richard Penniman                                                                                         | - Guetta - Tuinfort - J.R. Rotem - Ralph Wegner - Douville    | 3:02      |           |           |           |           |           |
| 11.       | Motto (avec Steve Aoki featuring Lil Uzi Vert, G-Eazy & Mally Mall) | - Guetta - Steve Aoki - Albert Harvey - Lil Uzi Vert - G-Eazy - Mally Mall - Stargate | - Guetta - Steve Aoki - Mally Mall - Albert Harvey - Stargate | 2:30      |           |           |           |           |           |
| 12.       | Drive (avec Black Coffee featuring Delilah Montagu)                 | - Guetta - Black Coffee - Eriksen - Hermansen - Wegner - Ilsey Juber - T-Baby | - Guetta - Black Coffee - Stargate - Wegner                   | 3:06      |           |           |           |           |           |
| 13.       | Para Que Te Quedes (featuring J Balvin)                             | - Guetta - Tuinfort - Albert Harvey - Boaz De Jong - Carl Falk - Daniel Tuparia - Balvin | - Guetta - Tuinfort - Albert Harvey - Carl Falk               | 2:58      |           |           |           |           |           |
| 14.       | Let It Be Me (featuring Ava Max)                                    | - Guetta - Joren van der Voort - Michael Aljadeff - Ava Max - Cirkut - Suzanne Vega | - Guetta - Cirkut                                             | 2:53      |           |           |           |           |           |
| 15.       | Light Headed (avec Sia)                                             | - Guetta - Boris Daenen - Furler - Braide - Eriksen - Hermansen | - Guetta - Stargate - Braide - Netsky                         | 2:59      |           |           |           |           |           |
| 46:24     |                                                                     | |                                                               |           |           |           |           |           |           |

| Titres bonus édition limitée | Titres bonus édition limitée                                           | Titres bonus édition limitée                                                                                     | Titres bonus édition limitée                                                | Titres bonus édition limitée | Titres bonus édition limitée | Titres bonus édition limitée | Titres bonus édition limitée | Titres bonus édition limitée | Titres bonus édition limitée |
| No                           | Titre                                                                  | Auteur | Producteur(s)                                                               | Durée                        |                              |                              |                              |                              |                              |
| ---------------------------- | ---------------------------------------------------------------------- | --- | --------------------------------------------------------------------------- | ---------------------------- | ---------------------------- | ---------------------------- | ---------------------------- | ---------------------------- | ---------------------------- |
| 16.                          | Mad Love (avec Sean Paul featuring Becky G)                            | - Sean Paul - Guetta - Tuinfort - Schwartz - Shakira - Clean Bandit - Rosina Russell - Ina Wroldsen - Diztortion | - Guetta - Tuinfort - Patterson - Jason Henriques - Banx & Ranx - 1st Klase | 3:19                         |                              |                              |                              |                              |                              |
| 17.                          | Dirty Sexy Money (avec Afrojack featuring Charli XCX & French Montana) | - Guetta - van de Wall - Charli XCX - A. G. Cook - Paremenius - French Montana                                   | - Guetta - Afrojack - Skrillex                                              | 2:52                         |                              |                              |                              |                              |                              |
| 18.                          | So Far Away (avec Martin Garrix featuring Jamie Scott & Romy Dya)      | - Martin Garrix - Guetta - Tuinfort - Jamie Scott - Poo Bear                                                     | - Garrix - Guetta - Tuinfort                                                | 3:03                         |                              |                              |                              |                              |                              |
| 19.                          | Your Love (avec Showtek)                                               | - Guetta - Showtek - Jaap Reesema - van der Voort - Allen George - Fred McFarlane                                | - Guetta - Showtek - Wegner                                                 | 3:05                         |                              |                              |                              |                              |                              |
| 58:43                        |                                                                        | |                                                                             |                              |                              |                              |                              |                              |                              |

| Disque deux – sous Jack Back | Disque deux – sous Jack Back                                            | Disque deux – sous Jack Back                                   | Disque deux – sous Jack Back      | Disque deux – sous Jack Back | Disque deux – sous Jack Back | Disque deux – sous Jack Back | Disque deux – sous Jack Back | Disque deux – sous Jack Back | Disque deux – sous Jack Back |
| No                           | Titre                                                                   | Auteur                                                         | Producteur(s)                     | Durée                        |                              |                              |                              |                              |                              |
| ---------------------------- | ----------------------------------------------------------------------- | -------------------------------------------------------------- | --------------------------------- | ---------------------------- | ---------------------------- | ---------------------------- | ---------------------------- | ---------------------------- | ---------------------------- |
| 1.                           | Reach for Me                                                            | Guetta                                                         | Guetta                            | 3:47                         |                              |                              |                              |                              |                              |
| 2.                           | Freedom (avec CeCe Rogers)                                              | - Guetta - Tuinfort - CeCe Rogers                              | - Guetta - Tuinfort - CeCe Rogers | 3:55                         |                              |                              |                              |                              |                              |
| 3.                           | Grenade                                                                 | Guetta                                                         | Guetta                            | 3:32                         |                              |                              |                              |                              |                              |
| 4.                           | Inferno                                                                 | Guetta                                                         | Guetta                            | 3:09                         |                              |                              |                              |                              |                              |
| 5.                           | Overtone                                                                | Guetta                                                         | Guetta                            | 3:36                         |                              |                              |                              |                              |                              |
| 6.                           | Back and Forth                                                          | Guetta                                                         | Guetta                            | 3:25                         |                              |                              |                              |                              |                              |
| 7.                           | Pelican                                                                 | Guetta, Wegner, Rister                                         | Guetta, Wegner, Rister            | 3:26                         |                              |                              |                              |                              |                              |
| 8.                           | Afterglow                                                               | Guetta                                                         | Guetta                            | 3:26                         |                              |                              |                              |                              |                              |
| 9.                           | Think Think Think                                                       | Guetta                                                         | Guetta                            | 3:41                         |                              |                              |                              |                              |                              |
| 10.                          | Orion                                                                   | Guetta                                                         | Guetta                            | 3:52                         |                              |                              |                              |                              |                              |
| 11.                          | What 2 Say                                                              | Guetta                                                         | Guetta                            | 3:36                         |                              |                              |                              |                              |                              |
| 12.                          | Just a Little More Love (featuring Chris Willis) (Jack Back 2018 Remix) | - Guetta - Chris Willis - Jean Charles Carré - Joachim Garraud | - Guetta - Garraud                | 3:24                         |                              |                              |                              |                              |                              |
| 42:49                        |                                                                         |                                                                |                                   |                              |                              |                              |                              |                              |                              |

## Performances commerciale
En France, l'album débuta à la quatrième position avec 6 400 ventes, soit cinq fois moins que son précédent album Listen 33 000 exemplaires à l'époque. Aux États-Unis,il débuta au numéro 37, c'est également son troisième top 40 sur le graphique. Il démarra numéro 2 en Suisse, numéro 3 en Espagne numéro 9 en Australie et au Royaume-Uni. Le 25 septembre, l'album est certifié disque d'or au Canada pour 40 000 ventes. Disque d'Or en France, il est également « triple diamant » pour les ventes à l'étranger ainsi que le single Goodbye (en) cinq fois disque de diamant.

## Classement
| Classement (2018-19)                     | Meilleure Position |
| ---------------------------------------- | ------------------ |
| Allemagne (Media Control AG)             | 7                  |
| Australie (ARIA)                         | 9                  |
| Autriche (Ö3 Austria Top 40)             | 7                  |
| Belgique (Flandre Ultratop)              | 9                  |
| Belgique (Wallonie Ultratop)             | 5                  |
| Canada (Canadian Albums)                 | 12                 |
| Danemark (Tracklisten)                   | 13                 |
| Espagne (Promusicae)                     | 3                  |
| États-Unis (Billboard 200)               | 37                 |
| États-Unis (Top Dance/Electronic Albums) | 1                  |
| Finlande (Suomen virallinen lista)       | 8                  |
| France (SNEP)                            | 4                  |
| Italie (FIMI)                            | 8                  |
| Norvège (VG-lista)                       | 10                 |
| Pays-Bas (Mega Album Top 100)            | 9                  |
| Portugal (AFP)                           | 24                 |
| Suède (Sverigetopplistan)                | 13                 |
| Suisse (Schweizer Hitparade)             | 2                  |
| Royaume-Uni (UK Albums Chart)            | 5                  |

## Certification
| Region                 | Cetification | Unités Certifiées |
| ---------------------- | ------------ | ----------------- |
| Canada (Music Canada)  | Or           | 40 000            |
| France (SNEP)          | Platine      | 100 000           |
| Norvège (IFPI Norvège) | 2 × Platine  | 60 000            |
| Royaume-Uni (BPI)      | Or           | 100 000           |